# Сойчине крило
«Сойчине крило» — новела українського письменника Івана Франка, що належить до його пізньої прози. Вперше побачила світ у збірці «На лоні природи й інші оповідання». Львів, 1905, с. 199—255.

## Головні герої
- Хома — працівник бюро, «відлюдько інтелектуал».
- Марія Карпівна (Маня) — дочка лісника.
- Генрись — 26-літній практикант тата Мані, який виявився злодієм. Хлопець «рум'яний, ніжний, як панночка».
- Зигмунт — ватажок банди. Він був «негарний з лиця, старший літами, з грубими, малокультурними звичками та манерами».
- Володимир Семенович — молодий залізничний інженер.
- Никанор Ферапонтович Свєтлов — багатий золотопромисловець з Сибіру, немолодий велетень «з широкою рудою бородою, з товстим червоним лицем і плескатим носом».
- Сашка — ватажок банди, який вбив Свєтлова.
- Серебряков — капітан-ісправник, який раз у раз пив та бив Маню і свою шлюбну жінку.
- Микола Федорович — військовий, брав участь у війні з Японією.

## Сюжет
Хома занурився в егоїстичне, самозакохане життя. Цей зневірений самолюб живе сам для себе і з самим собою, навмисне відсторонившись від усього світу: «Сороковий рік життя, так як і тридцять дев'ятий, і тридцять восьмий, починатиму зовсім інакше. Відлюдьком, самітником… Жити для себе самого, з самим собою, самому в собі!»
У новорічну ніч він отримує листа з Порт-Артура від своєї давньої коханої. В конверті міститься кілька аркушів та сойчине крило, яке навіює бурю спогадів про недалеке минуле. Цей лист від Манюсі — жінки з якою пов'язані найтрепетніші переживання Хоми, або як вона називала його — Массіно.
Лист розповідає історію знайомства головних героїв, їхню розлуку та подальші поневіряння Мані. З домівки вона тікає з Генрисем, який розповідає їй про багатого батька, те що вони одружаться, вернуться в підгальське село та спровадить до себе тата. Але насправді Генрись виявився злодієм, який обікрав тата Мані. Батько, вважаючи, що це зробила дочка, помер з горя через три місяці після втечі. Коли банда гастролювала в Одесі, Генрись пропав. Маню забрав голова банди — Зигмунт, якого згодом арештували в Нижньому Новгороді. Жінка вирушила до Москви, в поїзді зустріла Володимира Семеновича. Це був чудовий чоловік, але, засумувавши, він почав грати в азартні ігри, в яких він програв її Никонору Ферапонтовичу. Одного разу їх в дорозі спіймали — його вбили, її до себе взяв ватажок Сашка. Коли ватагу знайшла поліція, капітан Серебряков привіз її до себе. Від нього вона втекла, сіла на перший поїзд, ним їхали війська на війну з Японією. В Порт-Артурі вона жила з Миколою Федоровичем, який вже був при смерті коли вона писала лист.
Коли Хома закінчує читати лист, лунає дзвінок у двері. Маня чекає його у тій же сукні, що й при їхній останній зустрічі.

## Новела на українській сцені
- Національний академічний драматичний театр імені Івана Франка (Камерна сцена ім. С. Данченка) — вистава «Увертюра До побачення», постановка Андрія Приходька, у головних ролях Остап Ступки і Наталія Корпан. Перша постановка була здійснена в майстерні «Сузір'я», у 2002 році відкрила експериментально-творчий майданчик франківців «Театр у фоє», з 2012 по 2020 рік йшла з успіхом на Камерній сцені ім. С.Данченка Національного театру ім. І.Франка[1].
- Чернівецький музично-драматичний театр імені Ольги Кобилянської — вистава «Сойчине крило», аостановник — режисер Львівського національного академічного театру опери та балету імені Соломії Крушельницької Роман Валько, прем'єра 3 березня 2010 року[2].
- Івано-Франківський національний академічний драматичний театр ім. Івана Франка, вистава «Сойчине крило», інсценізація, постановка та музичне оформлення — заслужений артист України Станіслав Якубовський[3].
- Театр на Подолі (Київ) — вистава «Сойчине крило», режисер-постановник — народний артист України, лауреат Національної премії ім. Тараса Шевченка — Віталій Малахов, прем'єра — 10 червня 2016 року[4].
- Театр «Р.S» Степана Пасічника (Харків) — вистава «Сойчине крило», режисер Степан Пасічник[5].
- Донецький академічний обласний драматичний театр (м. Маріуполь) — вистава «Сойчине крило», режисер-постановник Е.Тихонова[6].

23 грудня 2023 на сцені Київського муніципального академічного театру опери та балету для дітей та юнацтва відбулася прем'єра балету Анатолія Кос-Анатольського «Сойчине крило» на сюжет новели Івана Франка.